# Cuverville (Calvados)
Cuverville – miejscowość i gmina we Francji, w regionie Normandia, w departamencie Calvados.
Według danych na rok 1990 gminę zamieszkiwały 1314 osoby, a gęstość zaludnienia wynosiła 654 osoby/km² (wśród 1815 gmin Dolnej Normandii Cuverville plasuje się na 173. miejscu pod względem liczby ludności, natomiast pod względem powierzchni na miejscu 1094.).